# Wil·la de Provença
Wil·la de Provença també anomenada Wil·la de Viena, (vers 873 - + vers 914, abans de 924), fou la filla de Bosó de Provença i d'Ermengarda, filla de Lluís II el Jove, rei d'Itàlia.
Es va casar en primeres noces amb Rodolf I de Borgonya, fill de Conrad II de Borgonya, i va tenir a:
- Rodolf II (†937), successor del seu pare a Borgonya Transjurana
- Lluís († després de 937), comte a Thurgau
- Wil·la de Borgonya († després del 936), casada amb Bosó d'Arles (885 †936), comte d'Arle i Provença, fill de Teobald d'Arle i de Berta (filla de Lotari II)
- Waldrada, casada amb el marquès Bonifaci de Spoleto[3] († després de 953)

Vídua de Rodolf (911), el 912 es va casar en segones noces amb Hug d'Arles, però va morir un temps després (entre 914 i 923)